# 第三次中东战争
（羅馬化：Mil°ḥȩmȩt Šȩšet HaẎåmiym），阿拉伯国家方面称六月戰爭（羅馬化：Naksaẗ Ḥaziyrʾan，直译：「六月挫败」），亦称六·五战争、六天战争，它发生在以色列與毗鄰的埃及、叙利亚及約旦等阿拉伯国家之间。战争从1967年6月5日开始，6月10日結束，共进行了六日，最終埃及、约旦及叙利亚被以色列徹底打败，以色列的領土擴大了三倍，是20世紀軍事史上最具有壓倒性結局的戰爭之一。

## 背景
以色列自1948年建国以来，就一直与周边所有的邻国（巴勒斯坦地區的阿拉伯人及阿拉伯国家）敌对。阿拉伯人认为以色列占据了他们的家园。在以色列的西南部有敌对的埃及，东部有控制着约旦河西岸（包括东耶路撒冷）的约旦，北部有同样敌对的叙利亚。具体来讲，埃及控制的西奈半岛和加沙地带对以色列的威胁最大；在东边，被赶出家园的巴勒斯坦人大部分聚居在约旦河西岸，不断和以色列发生低度冲突；在以色列東北部，在叙利亚的戈兰高地，叙利亚的军队居高临下常与以色列相互炮击。 
美国和苏联两个超级大国也卷入这场冲突，以色列有大批北约成员国提供的武器装备，而苏联则向埃及、约旦和叙利亚提供苏製飞机、戰車、大炮等武器装备。

## 戰事過程

### 導火線
1967 年 2 月，以色列外交部長阿巴·埃班在訪問倫敦期間向記者介紹了以色列的“希望和焦慮”，並向在場人士解釋說，儘管黎巴嫩、約旦和阿拉伯聯合共和國（1971 年之前為埃及的官方名稱）政府似乎已經決定不與以色列積極對抗，但敘利亞是否能夠保持最低限度的克制，將敵意僅限於言辭，還有待觀察。同時，以色列正在策劃前以軍總參謀長摩西·达扬中將所提之以敘非軍事區沿線對敘挑釁。挑釁是派遣拖拉機在非軍事區犁地，預期敘利亞人會向這些拖拉機開火，並砲擊以色列的猶太人定居點。當裝甲拖拉機計劃在靠近哈翁基布茲猶太社區的非軍事區進行陸地作業時，情況達到了不可收拾的地步。預期敘利亞會作出反應後，以色列空軍進入戒備狀態。以色列總理批准了該計劃。
1967年4月7日，駐戈蘭高地的敘利亞軍隊使用輕武器向以色列的裝甲拖拉機開火。作為挑釁，以色列派出裝甲拖拉機繼續犁地，導致進一步交火。此時，在以色列定居點實際遭到砲擊前，以軍飛機在沒有事先計劃也沒有提交安全部長委員會批准的情況下，使用 250 公斤和 500 公斤炸彈對敘利亞陣地進行俯衝轟炸。作為回應，敘利亞開始猛烈砲擊以色列邊境的猶太人定居點，而以色列戰機則轟炸了思科費耶村，炸毀了約 四十所房屋。15點19分，敘利亞砲彈開始落在加多基布茲猶太人社區。在以色列緊急升空戰機後，這「事件」升級為戈蘭高地的全面空戰，導致敘利亞空軍六架米格21戰機被以色列空軍達梭幻影III擊落，以色列的戰機之後飛越戈蘭高地。 聯合國停戰監督組織（UNTSO）試圖勸諭停火，但敘利亞拒絕合作，稱除非以色列的農業操作停止。
埃及總統納瑟處境艱難。 1967年4月以色列襲擊敘利亞後，他因埃及缺乏行動而受到羞辱及指責。
1967年5月14日，納瑟開始對西奈半島進行重新軍事化，將坦克及部隊集中在西奈半岛。
最初，納瑟並沒有要求聯合國部隊全面撤軍，而是要求他們撤離西奈半島並集中在加沙。聯合國秘書長吳丹要求納瑟做出繼續駐軍不變或全部撤軍的澄清，埃及別無選擇，只能要求全部撤軍。吳丹隨後試圖與埃及政府談判。
1967年5月18日，埃及外交部長通知駐聯合國部隊的國家，聯合國部隊在埃及和加沙地帶的任務已終止，他們必須立即離開。埃及軍隊隨後阻止聯合國駐地部隊進入他們的哨所。埃及外交部長通告所有聯合國部隊派遣國：聯合國部隊必須立即離開埃及和加沙地帶。

#### 國際反應
美國不認為聯合國部隊的退出過於令人擔憂。美國駐以色列大使沃爾沃斯·巴伯告訴以色列官員，撤軍不會影響基本的軍事局勢，納瑟總統“有充分理由”不攻擊以色列。埃及表示，如果以色列擔心埃及入侵，它可以接受聯合國軍隊駐在停戰線以色列一側。阿米爾元帥告訴蘇聯大使波日達耶夫：“如果以色列希望他們留下來，它可以騰出自己的領土。聯合國秘書長吳丹也有同樣的想法，5 月 18 日，他向以色列駐聯合國大使吉迪恩·拉斐爾提出了這個選擇，以防止可能的入侵。拉斐爾回答說，這項選擇「對以色列政府來說是完全不可接受的」。
法國駐埃及大使雅克·魯（Jacques Roux）向法國外交部長莫里斯·庫夫·德穆維爾（Maurice Couve de Murville）做出了評估，認為埃及採取這一行動是為了回應有關埃及沒有履行其對其他阿拉伯國家義務的指控。魯認為，聯合國部隊退出的請求，並不意味著埃及領導層正在開始「冒險」。
以色列並沒有因為聯合國部隊的撤離而感到特別困擾。有些人甚至認為這對以色列有利。
以色列總理埃希科爾重申了以色列在1957年發表的聲明，稱關閉蒂朗海峽將是一種戰爭行為。 然而，5月22日，埃及做出回應宣布，除了聯合國撤軍之外，蒂朗海峽將對「所有懸掛以色列國旗或運載戰略物資的船隻」關閉，生效從5月23日起。以色列90%的石油通過蒂朗海峽。原定通過該海峽的油輪被延誤。
據埃及總統事務國務部長薩米·沙拉夫稱，納瑟知道封鎖蒂朗海峽的決定使戰爭「不可避免」。納瑟表示，「我們在任何情況下都不能允許以色列國旗通過亞喀巴灣」。蒂朗海峽的關閉與先前聯合國維和人員的撤離密切相關，因為在沙姆沙伊赫部署維和人員（而不是埃及軍隊）對於保持該水道暢通非常重要。
1967年5月26日，納瑟在對阿拉伯工會會員的演講中宣布：「如果以色列對敘利亞或埃及發動侵略，針對以色列的戰鬥將是一場全面的戰鬥，而不僅限於敘利亞或埃及邊境的一個地點。」
納瑟公開否認埃及將首先發動攻擊，並談到如果以色列允許所有巴勒斯坦難民返回的權利，就可以透過談判實現和平，並可能在蒂朗海峽問題上達成妥協。

#### 埃及拒絕5月27日攻擊以色列的計劃
埃及陸軍元帥阿米爾制定了5月下旬對以色列發動攻擊的計畫；納瑟拒絕了這項建議，他認為儘管緊張局勢不斷升級，但埃及不應該攻擊以色列，除非以色列先進攻。對於納瑟在拒絕該計劃之前是否意識到這一計劃的問題，受到了其他歷史學家的爭論。
1967年5月30日，約旦和埃及簽署了五年共同防禦條約
1967年6月1日，以色列透過擴大內閣組成了民族團結政府，並於6月4日決定發動戰爭。第二天早上，以色列發動了「焦點行動」，這是一場大規模的突然空襲，引發了六日戰爭。

### 空戰
1967年6月5日，星期天，在留下十二架戰機擔任本土防空任務後，以色列空軍动用了其他所有的飞机，包括运输机和平时训练飞行员用的教练机，投入到對埃及、約旦和敘利亞的襲擊當中。
以色列時間清晨7點10分，第一波183架戰機分批升空，分別飞往埃及的十個機場。以色列飛機在飛往埃及方向的時候，只是打開一個引擎，不打開另外一個引擎，因爲汽油不足。汽油不足的原因，是因爲要讓每架飛機多携帶一顆炸彈。埃及的時間比以色列早一個小時，埃及正常的早班時間是上午9點。以色列戰機起飛的時候，埃及空軍的官兵們正進行夜班與早班的交接。巡邏機返航加油，雷達室忙著填寫值班記錄，其他多數下夜班和準備上早班的官兵到餐廳吃早餐。
以色列時間7點45分、埃及時間8點45分，超低空飛行，依託地形做掩護的以色列戰機突然出現在埃及空軍基地的上空，伴隨著朝陽的逆光，讓埃及人看不清形勢，以色列空軍對跑道雷達及戰機突然實行了大規模空襲。在投放炸彈之後，以色列飛機打開雙引擎加速飛走，返回以色列加油加炸彈投入下一輪戰鬥。在一批以色列戰機離去後，埃及空軍地勤官兵衝出掩體，搶修跑道，但不到十分鐘後第二批以色列飛機飛到，地勤人員來不及躲藏，在開闊的機場上被以色列飛機的機關炮掃射，以及第一次留下來的延時炮彈陸續爆炸，造成大量傷亡。
就這樣在第一波空襲結束後，以色列摧毀埃及飛機197架，其中189架在停機坪上被炸燬。六個埃及機場被破壞得不能使用、十六個雷達站遭破壞而失去作用。以色列飛機在返航途中又順道摧毀了埃及的一批地對空導彈。以色列空襲開始後，埃及有十二架米格-21和八架米格-19飛機升空作戰，結果八架在空戰中被擊落，其餘更因北方機場遭破壞無法著陸而墜毀。
以色列第二攻擊波於9時34分出擊，共出動164架次，其中115架次繼續襲擊埃及空軍基地，擊毀埃及飛機107架，十三架次襲擊埃及的雷達站，其餘的執行巡邏和近距離空中支援任務。第二攻擊波的以色列飛機轟炸了埃及十四個空軍基地，其中六個是第一次未攻擊的埃及飛機轉場著陸的機場。僅僅一個上午的時間，埃及空軍幾近覆滅。
在以色列空襲埃及時，約旦和敘利亞的戰機相繼起飛，對以色列機場發動襲擊，以支援埃及。但因事先完全沒有準備，且戰鬥意志猶豫不決，空襲規模很小，幾乎沒有取得實質性的效果。以色列在摧毀了埃及空軍後，飛機加油加炸彈，直飛約旦，打壞炸壞約旦空軍多架飛機，約旦空軍被消滅。第二天以色列空軍飛往大馬士革、達米爾等空軍基地，消滅了近一半的敘利亞飛機。
至此三個阿拉伯國家的空軍完全癱瘓，以色列徹底掌握了制空權，為戰爭的勝利奠定了基礎。

### 陆战

#### 西奈半岛

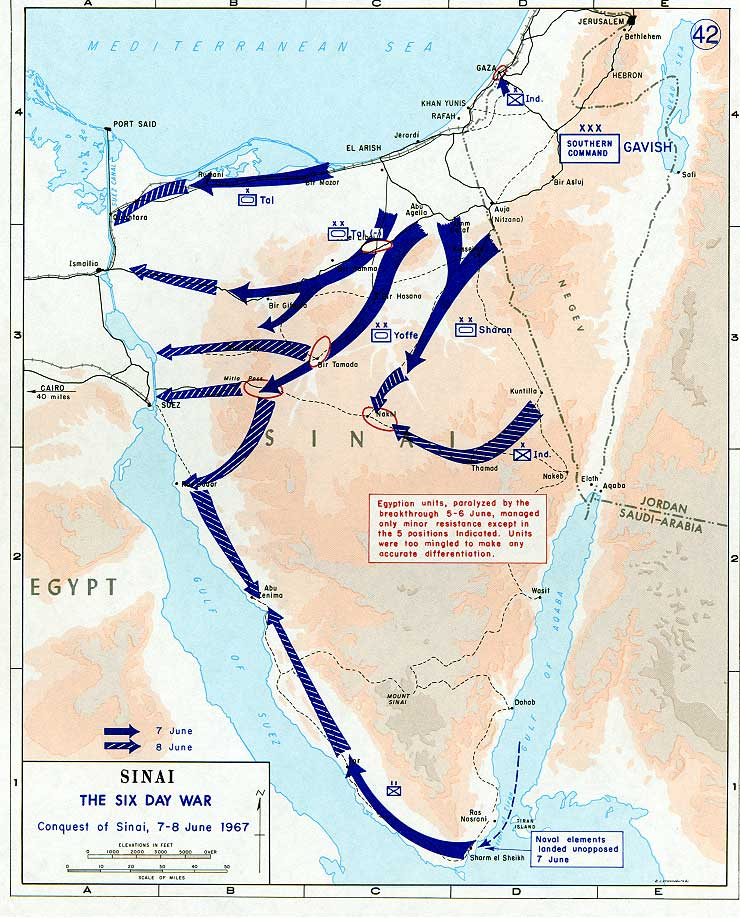
西奈半島戰役示意圖

在实施空袭后的半小时，以色列地面部队五个师以坦克装甲车为前导，自加沙、阿里什和阿布奥格拉，向西奈半岛大举进攻。当时埃军在西奈半岛有五个步兵师和两个装甲师，共约十二萬人，分别据守在各个战略要点上。以军在空军的掩护下，占领了加薩地带，进入了西奈半岛的阿里什、阿布奥格拉等地。接着，以军兵分三路，向苏伊士运河地区进攻：
- 北路攻打坎塔腊
- 中路指向伊斯梅利亚
- 南路对准陶菲克港和苏伊士城。

虽然埃军顽强抵抗，发动了两次反攻，但终因没有空军支援而失败。
7日北路以军攻抵坎塔腊附近、中路以军越过比尔吉夫贾法、南路以军进抵吉迪山和米特拉山口，堵住了埃军退路。于是埃军不得不封锁苏伊士运河。到6月8日以军全歼了埃及在西奈半岛上的五个师，一直挺进到苏伊士运河东岸。当日埃、以双方接受了联合国的停火决议。仅仅三天时间西奈半岛就全部落入以色列的控制中。

#### 约旦河西岸

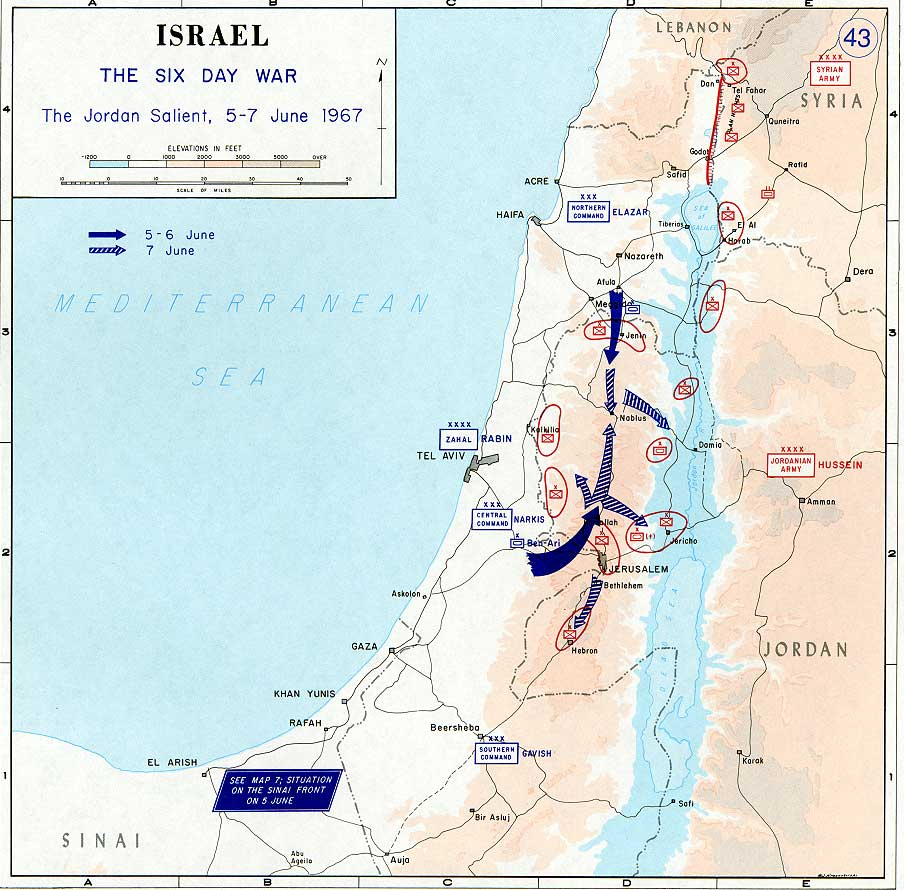
約旦河西岸戰役示意圖

约旦最初不愿意参战，但埃及提供的虚假的胜利消息让约旦动心，宣布参战，约旦军队向耶路撒冷新城发起炮击。
战争之初，约旦部队包括11个旅共约55,000人，配备大约300辆现代西方坦克。其中的9个旅（45,000人、270辆坦克和200门大炮）被部署到约旦河西岸，包括精锐的装甲第40旅。约旦的阿拉伯军团装备精良而且训练有素，当时约旦皇家空军的实力十分弱小，他们仅有24架英国霍克猎人式战斗机，该战斗机的基本性能与以色列空军的幻影战斗机相同。
为了对付约旦军队，以色列部署了大约40,000人的部队（8个旅）和200辆坦克。以色列中央司令部部队包括5个旅、其中两个部署靠近在耶路撒冷，这两个旅被称为耶路撒冷旅和机械化哈雷尔旅，第55伞兵旅也从西奈前线被召唤到西岸。
6月5日下午以色列空军利用空袭摧毁了约旦皇家空军。到当天晚上耶路撒冷步兵旅南移到耶路撒冷，而机械化哈雷尔旅和伞兵旅从城市北部包抄过来。在发动对约旦的地面进攻时，以色列攻打的战役目标是先夺取耶路撒冷旧城南北的制高点，然后夺取旧城。与埃及陆军的命运相同，没有空中掩护的约旦守卫部队和增援部队，就像靶子一样任由以色列战机屠戮。几个小时之内，约旦的全部有线通讯线路都遭破坏。约旦河西岸的约军司令部遭到以色列飞机的狂轰滥炸后被迫撤到东岸。当日深夜以色列对耶路撒冷发起了猛烈的攻击，城西高地上的探照灯把约军的阵地照得如同白昼，以色列炮兵轻松地摧毁了约军阵地。6日凌晨以军突入城区，7日上午以色列军队对已是空城的耶路撒冷发起了总攻，上午10时就推进到了犹太教中的哭墙脚下。
以色列攻打耶路撒冷时，也同步展开了对约旦河西岸北部地区的进攻。5日下午以色列越过停火线，6日凌晨占领杰宁。6日夜晚占领纳布卢斯。7日约旦和以色列双方接受了联合国紧急发出的停火决议，而此时以色列已经夺取了约旦河西岸归约旦管辖的全部地区。

#### 戈兰高地

戈蘭高地戰役示意圖

在6月7日及6月8日分别与约旦和埃及实现停火后，以色列的视线转向了东面的叙利亚戈兰高地。戈兰高地是叙利亚西南边境内的一条狭长山地，长约60公里，中部最宽处约20公里。戈兰高地上公路纵横，交通便利。库奈特拉城是高地的首府也是高地上的战略要地，从这里有一条公路直通叙利亚首都大马士革。戈兰高地与以色列接壤，居高临下，海拔600到1000米。戈兰高地上驻守的叙利亚炮兵阵地居高临下，对以色列构成重大威胁。因此，虽然以色列和叙利亚都已经宣布接受联合国的立即停火决议，但以色列仍于6月9日中午对叙利亚发起了大规模的进攻，叙利亚也顽强抵抗，激战到夜晚，以色列占领了卡拉、扎乌拉和巴尼亚斯三个城镇。6月10日，叙利亚一方面在联合国控诉以色列违反停火决议，另一方面命令仍在戈兰高地抵抗的军队迅速回撤以保卫大马士革，使以色列轻松控制了戈兰高地的大部分地区，当天下午6点30分以色列再次宣布停火。

## 結果及影響
第三次中东战争以色列军队虽然傷亡近千人，三个阿拉伯国家傷亡却有近20,000人。以色列损失战机46架，却击毁了对方400多架飞机，以色列占领了埃及控制的加薩地带和西奈半岛、約旦控制的约旦河西岸和耶路撒冷旧城、叙利亚的戈兰高地，合共65,000平方公里的土地。数十万阿拉伯平民逃离家园沦为难民，成为中东局势仍不可收拾的根源，至今以色列仍控制巴勒斯坦領土大部分地區。
四个月后即1967年11月22日，联合国安理会通过242号决议，要求以色列撤出六日战争后占领的新领土，也要求阿拉伯国家承认以色列的独立与安全。这个决议是解决以阿冲突的纲领和蓝图，但是巴勒斯坦人继续在西岸和加薩地带组织和训练反以活动，雖然以色列於1982年把西奈半島歸還埃及，換取埃及承認以色列，但以色列拒絕撤出西岸並扩大猶太殖民區，以巴双方形成多年僵局，但隨著伊朗的崛起，阿拉伯國家逐漸在实际上默認以色列的存在。
1967年的六日战争是中东戰爭中最具历史意义的转折点之一。此戰對阿拉伯國家造成重大打擊，更直接影響埃及總統納瑟的心理及健康情況。其繼任總統沙達特在回憶錄表示納瑟在此役中「他最寶貴的資產——自尊，已受到前所未有的傷害。只不過在幾天前，全世界都緊張在等待著他在記者會上所說的每一句話。現在人民到處在嘲笑他，把他當作了一個笑柄。六月五日的事件，給他一個致命的打擊，簡直可以致他於死地。瞭解他的人體會到：他並非在1970年9月28日死去，而是在1967年6月5日，在戰爭爆發後一個小時，他就已經死去了」，並指出「這就是那時候甚至在後來漫長一段時間——他的樣子簡直變成一具活殭屍的原因。雖然他仍能活動、行走、傾聽、和說話，可是他臉上和手上，顯然已現出了死亡的蒼白」。

### 战争罪行
纳赛尔不想让埃及民众了解到埃军战争惨败状况，于是下令待命部队秘密处决了数百名逃回苏伊士运河西岸的埃及溃兵，同时也有以埃双方的资料称以军枪杀埃及战俘。

## 引用
1. ↑  Wall, Michael. . The Guardian. 2019年5月31日  [2023年11月3日]. （原始内容存档于2023年1月20日）.
2. ↑   (PDF). Keesing's Record of World Events (formerly Keesing's Contemporary Archives). Vol. 13 (Keesing's Worldwide, LLC): 22077.  [June, 1967]  [2023-11-03]. （原始内容存档 (PDF)于2024-01-27）.
3. 1 2 3 4  Oren（2003年），第170-176页
4. ↑  Hammel（2020年），第188页
5. ↑  Pollack（2004年），第293-294页
6. ↑  Pollack（2004年），第294页
7. ↑  Churchill & Churchill（1967年），第179页
8. ↑  Bron, Gabby 'Egyptian POWs Ordered to Dig Graves, Then Shot By Israeli Army' 的存檔，存档日期2007-02-19., Yedioth Ahronoth, August 17, 1995.
9. ↑  Bar-Zohar, Michael 'The Reactions of Journalists to the Army's Murders of POWs', Maariv, August 17, 1995.
10. ↑  Prior 1999，第209–210頁; Bar-On, Morris & Golani 2002，第3–42頁.
11. ↑  Fisher, Ronal 'Mass Murder in the 1956 War', Ma'ariv, August 8, 1995.
12. ↑  Laub, Karin 'Historians: Israeli troops killed many Egyptian POWs', Associated Press, August 16, 1995. Retrieved from the Wayback Machine. October 14, 2005.
13. ↑  "Israel Reportedly Killed POWs", August 17, 1995
14. ↑  Segev（2007年），第374页
15. ↑  Ibrahim, Youssef. . The New York Times. 1995-09-21  [2014-01-11]. （原始内容存档于2019-08-26）.

## 外部連結
- 大卫子孙的抉择:对六日战争的起源探讨 （页面存档备份，存于）
- The Photograph: A Search for June 1967
- The three soldiers - background to that photograph （页面存档备份，存于）
- Six Day War Personal recollections & Timeline （页面存档备份，存于）
- Video Clip: Sandhurst military historian analysing how King Hussein became involved in the Six Day War. （页面存档备份，存于）
- Video Clip: Analysis of Israel's Sinai Campaign in 1967 by Sandhurst military historian. （页面存档备份，存于）
- Video Clip: Military analysis of the attack on Jerusalem and the Jordanian defence. （页面存档备份，存于）
- Six-Day War （页面存档备份，存于） Encyclopaedia of the Orient
- Declassified Johnson Administration cables and meeting minutes （页面存档备份，存于）
- All State Department documents related to the crisis （页面存档备份，存于）
- UN Resolution 242
- The status of Jerusalem, UNITED NATIONS, New York, 1997 (Prepared for, and under the guidance of, the Committee on the Exercise of the Inalienable Rights of the Palestinian People)
- Status of Jerusalem: Legal Aspects
- A Brief Summary of Six Day War （页面存档备份，存于）
- Legal Aspects The Six Day War – June 1967 and Its Aftermath  - Professor Gerald Adler （页面存档备份，存于）
- UN Resolutions on Palestine
- Israel Defense Forces' History
- General Uzi Narkiss （页面存档备份，存于） - A historic radio interview with General Uzi Narkiss taken on June 7 - one day after the Six-Day War, describing the battle for Jerusalem
- Liberation of the Temple Mount and Western Wall by Israel Defense Forces （页面存档备份，存于） - Historic Live Broadcast on Voice of Israel Radio, June 7 1967
- How The USSR Planned To Destroy Israel in 1967 （页面存档备份，存于） by Isabella Ginor. Published by Middle East Review of International Affairs (MERIA) Journal Volume 7, Number 3 (September 2003)
- Position of Arab forces May 1967